# Debbio

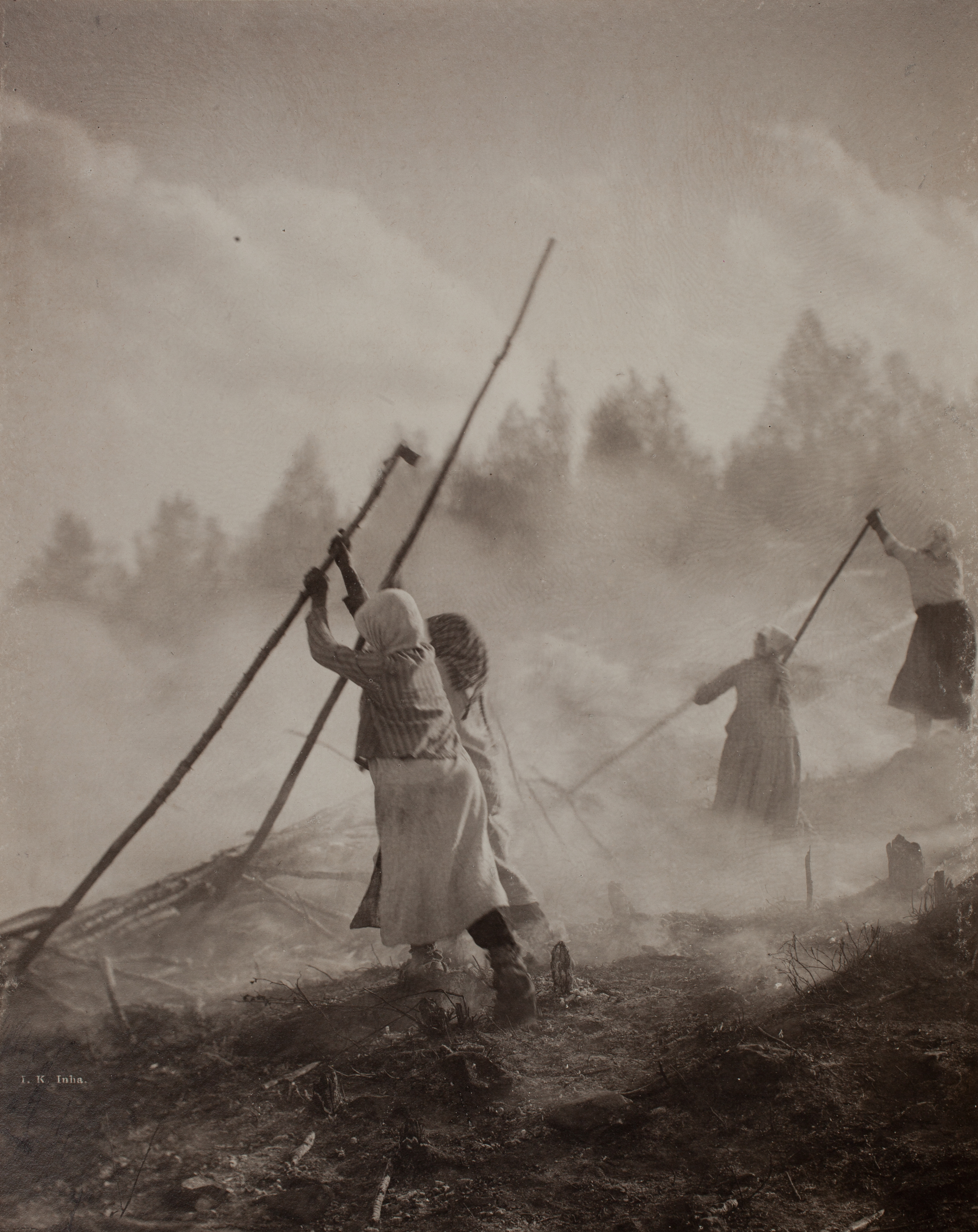
Un'immagine del 1893 che mostra la pratica del debbio eseguita in Finlandia.

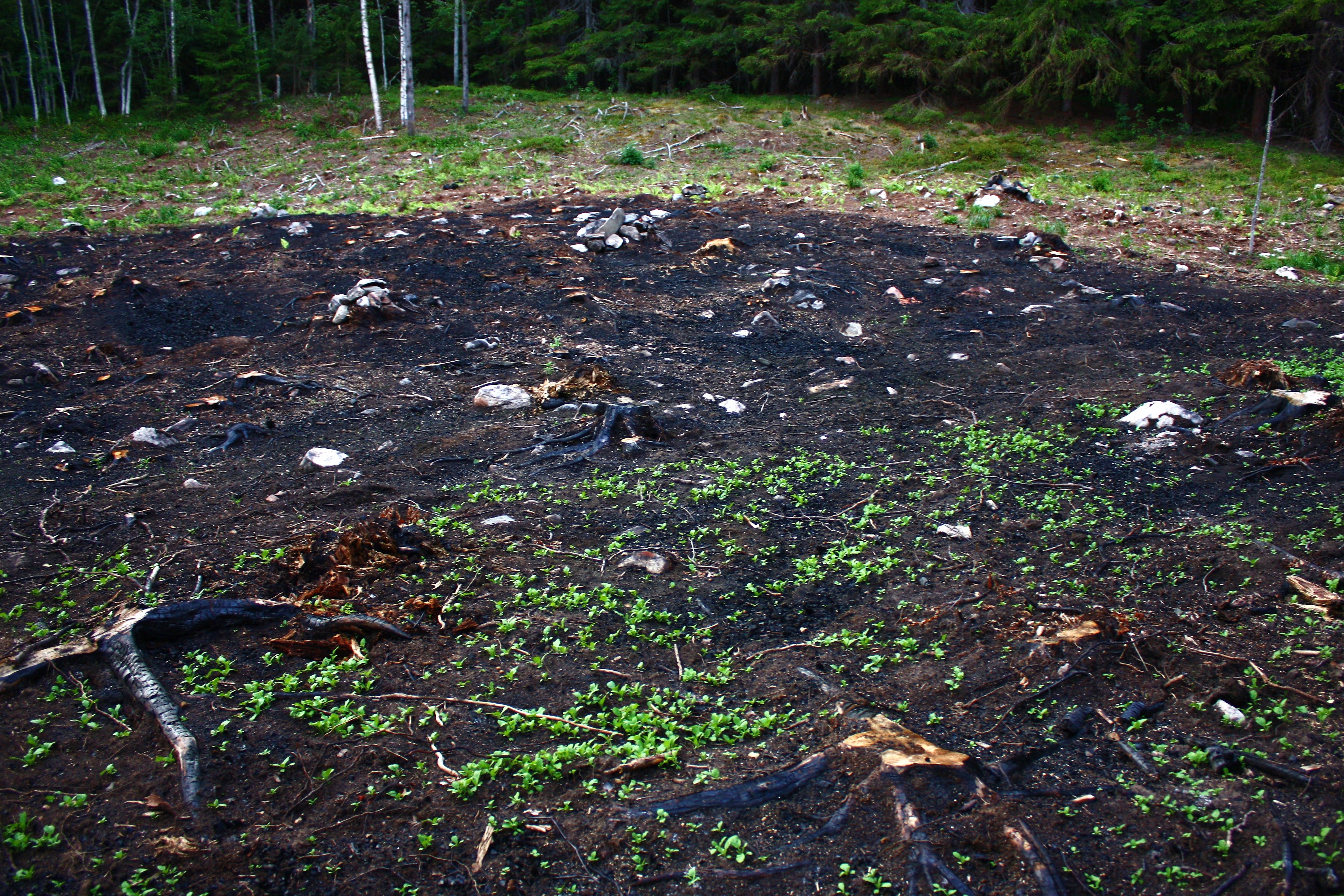
Riserva naturale Telkkämäki, Kaavi, Finlandia, 2013.

Il debbio o addebbiatura è una pratica rudimentale di fertilizzazione del terreno che consiste nell'incendio dei residui colturali o della vegetazione. Viene infatti più spesso indicata con il termine di agricoltura taglia-e-brucia.

## Scopi
Gli scopi del debbio sono generalmente i seguenti:
- Mettere a coltivazione un terreno naturale.
- Ridurre il tenore in sostanza organica.
- Aumentare il tenore in elementi nutritivi minerali prontamente disponibili per le piante.
- Variare la composizione floristica nei pascoli.
- Limitare gli effetti negativi dell'interramento di residui colturali ad alto rapporto carbonio/azoto.
- Disinfestazione del terreno e dei residui vegetali da forme quiescenti di parassiti e fitofagi.

Tali fini si verificano in contesti ambientali e sistemi agricoli differenti. La messa a coltivazione di un terreno naturale richiede la liberazione del terreno dal soprassuolo spontaneo. In regimi agricoli avanzati, la rimozione della vegetazione spontanea si esegue con i lavori straordinari di preparazione con l'uso di mezzi meccanici, generalmente impiegati nel movimento terra come gli apripista e escavatori. Il debbio rappresenta perciò una pratica rudimentale, utile nei sistemi a bassa meccanizzazione, in cui i lavori di preparazione sono fondamentalmente di tipo manuale: l'incendio permette di snellire le operazioni fornendo, inoltre, dei vantaggi temporanei.
La riduzione del tenore in sostanza organica è il fine principale del debbio propriamente detto, adottato in regioni a clima freddo-umido su terreni torbosi o eccessivamente ricchi di sostanza organica, come in alcune regioni dell'Europa settentrionale. In queste condizioni pedoclimatiche, il tasso di mineralizzazione della sostanza organica è molto basso e gli elementi nutritivi tendono ad accumularsi nella sostanza organica indecomposta o umificata. Il vantaggio che si ottiene è quello di ridurre gli effetti negativi di un eccesso di sostanza organica e, soprattutto, di mobilizzare gli elementi nutritivi rendendoli in una forma minerale prontamente disponibile per le piante.
L'aumento del tenore in elementi nutritivi è uno scopo prefissato anche in condizioni non necessariamente riconducibili a quelle del caso precedente. La tecnica è in questo caso adottata in agricolture marginali o in regimi in cui la fertilizzazione vera e propria, con l'apporto di concimi è una pratica insostenibile sotto l'aspetto economico. È tradizionalmente adottata, pertanto, nei paesi in via di sviluppo, dove il tasso di investimento di capitale in mezzi tecnici è piuttosto basso. La pratica è ancora in uso presso, per esempio, alcune popolazioni indigene dell'Amazzonia come gli Yanomamö, ove viene applicata ogni 1-2 anni. Tuttavia è spesso adottata nella selvicoltura, con l'incendio delle frasche e dei residui, dopo aver asportato gli assortimenti commerciali, allo scopo di reintegrare in forma minerale parte degli elementi nutritivi immobilizzati.
L'incendio finalizzato a variare la composizione floristica è una pratica rudimentale di miglioramento dei pascoli adottato in determinate aree. Ad esempio, in ambiente mediterraneo, l'incendio dei pascoli è stato largamente adottato nella pratica tradizionale in Sardegna e in Grecia. Lo scopo è quello di arricchire la percentuale di copertura in leguminose: le leguminose foragere spontanee, come ad esempio le mediche annuali e alcuni trifogli producono spesso un'elevata percentuale di semi duri, il cui fine biologico è quello di garantire la sopravvivenza della specie e una pronta copertura dopo il passaggio di un incendio. Questi semi restano perciò in dormienza per un numero indefinito di anni, finché non sono sottoposti all'azione dell'alta temperatura.
Per contro, le leguminose soffrono la competizione da parte delle graminacee, i cui ritmi di accrescimento e di diffusione sono più intensi in aree difficili come le steppe e le praterie delle regioni tropicali e subtropicali caratterizzate da una piovosità stagionale. Il passaggio di un incendio provoca un temporaneo vantaggio per le leguminose, in grado di esprimere il loro potenziale riproduttivo, a scapito delle graminacee; il vantaggio nella regimazione del pascolo consiste nell'arricchire la flora pabulare in essenze che sfruttano l'azotofissazione simbiontica e aumentare il tenore proteico dell'erba pascolata senza ricorrere alla concimazione. Dopo i primi anni, la competizione tende a riequilibrare la composizione floristica riducendo la percentuale di copertura a leguminose a favore delle graminacee e delle composite, perciò si rende necessario il ritorno dell'incendio. Negli ambienti mediterranei i vantaggi dell'incendio del pascolo si possono sfruttare con cicli di quattro anni.
L'incendio dei residui colturali ha uno scopo fertilizzante nei casi in cui la massa organica residua, dopo l'asportazione del prodotto, ha un rapporto carbonio azoto eccessivamente alto, come nel caso della paglia dei cereali, degli stocchi del mais, dei residui di potatura. Queste condizioni sono sfavorevoli all'umificazione perciò la biomassa tende ad accumularsi nel terreno in forma indecomposta. Una parte del materiale organico viene tuttavia umificato sfruttando l'azoto minerale presente nel terreno e ciò comporta una riduzione temporanea dell'azoto prontamente disponibile, a scapito della coltura in successione. L'inconveniente costituisce uno svantaggio in regimi estensivi o marginali in cui non si pratica la concimazione di anticipo e, sotto certi aspetti, giustifica la fama di "coltura depauperante" attribuita tradizionalmente ai cereali.
Il debbio, come pratica fitoiatrica, è adottato per l'eliminazione del potenziale riproduttivo di organismi dannosi alle colture, per lo più funghi e insetti, presenti nei residui colturali o negli strati superficiali del terreno come forme quiescenti (spore, uova, pupe). Questa pratica rappresentava una delle forme principali di difesa delle colture, fino all'avvento dei fitofarmaci, nei confronti di quegli organismi che presentano cicli biologici sincronizzati e permettono perciò di intervenire in una fase critica del ciclo, quando l'organismo dannoso è particolarmente vulnerabile.

## Aspetti critici del debbio

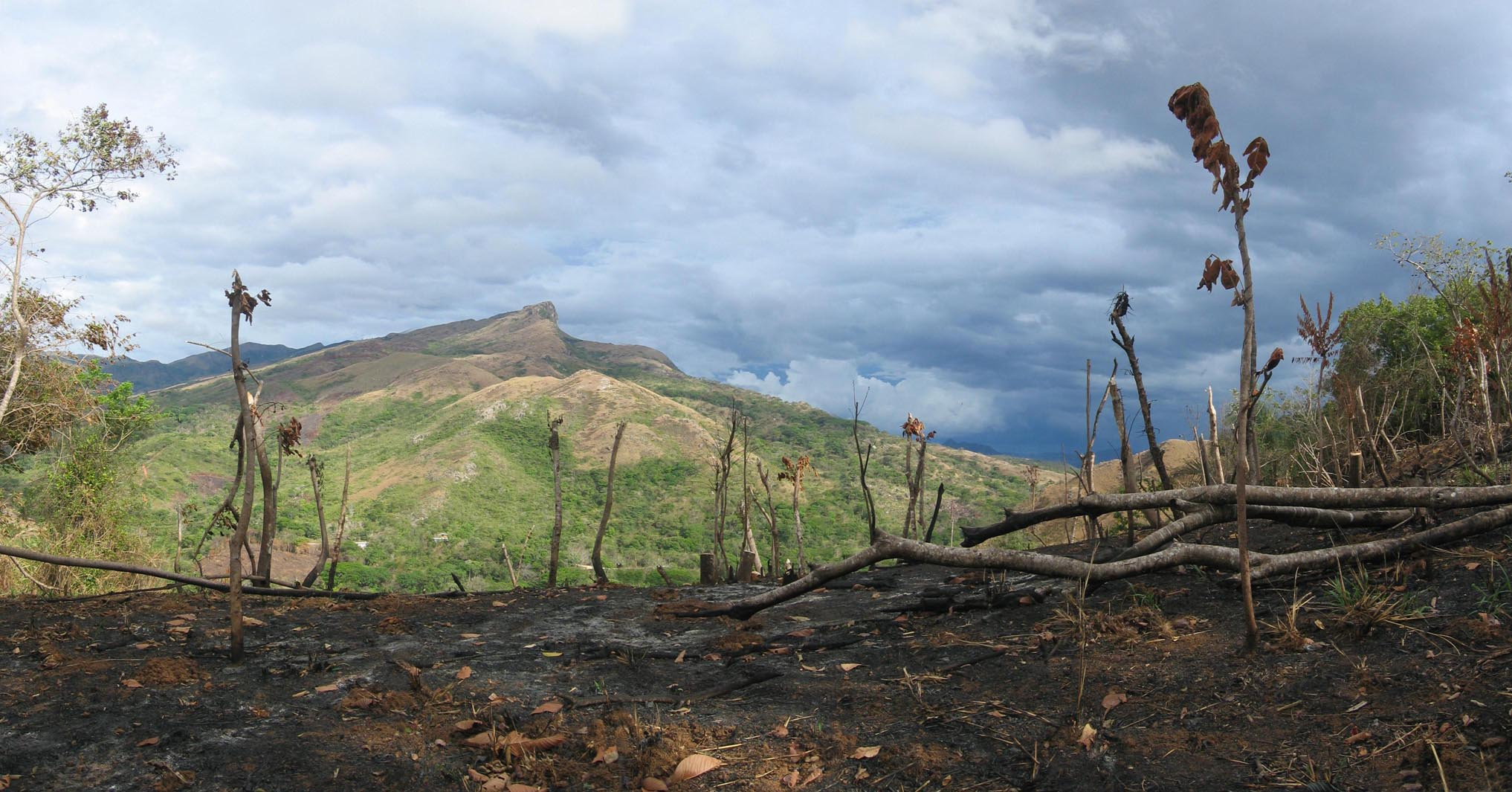
Debbio eseguito su un suolo forestale a Panama.

Fatta eccezione per contesti specifici, come quelli dei terreni torbosi in ambienti freddi, il debbio è una pratica sconsiderata, che ha un forte impatto ambientale in condizioni ambientali sfavorevoli alla conservazione della sostanza organica del terreno.
L'incendio della biomassa, infatti, offre un indubbio vantaggio in termini di fertilità del terreno, ma solo temporaneo, mentre nel lungo termine ha un effetto di progressivo impoverimento del suolo che spesso conduce alla desertificazione sia negli ambienti tropicali sia in quelli mediterranei.
Negli ambienti tropicali soggetti ad elevata piovosità, costante o stagionale, i suoli sono fondamentalmente sterili e la conservazione degli elementi nutritivi è garantita dall'immobilizzazione, sotto forma organica, nella biomassa vivente. I resti degli animali e dei vegetali morti sono soggetti ad una rapida decomposizione e mineralizzazione e gli elementi nutritivi sono prontamente reintegrati dall'organicazione grazie all'azione della biocenosi autotrofa. L'incendio, tuttavia, è un evento a forte impatto che agisce riducendo drasticamente soprattutto la popolazione degli organismi autotrofi, quelli in grado di assimilare e immobilizzare gli elementi nutritivi in forma minerale; nello stesso tempo altera i rapporti fra mineralizzazione e organicazione lasciando nel terreno una quantità eccessiva di elementi minerali. Il risultato che si ottiene è un temporaneo innalzamento della fertilità chimica del suolo, ma il dilavamento prodotto dalle piogge tropicali, nel tempo, sottrae all'ecosistema una parte della materia riducendone la potenziale produttività.
In ambiente mediterraneo, si verificano processi di impoverimento dai ritmi meno intensi, ma che rendono più subdolo il fenomeno della desertificazione, che si manifesta a mosaico in aree circoscritte, soprattutto nei suoli declivi facilmente soggetti all'erosione. Per questo motivo le istituzioni scientifiche e i regolamenti normativi si oppongono alla tradizionale pratica del debbio incentivando altre tecniche più razionali di miglioramento dei pascoli.
Nel complesso, il debbio si presenta con i connotati di una pratica tipica dell'agricoltura di rapina o, presso alcune popolazioni, come pratica integrata in uno sfruttamento sostenibile delle risorse naturali. Ad esempio, le popolazioni maya dell'America centrale applicavano una forma di rotazione colturale che prevedeva la coltivazione degli appezzamenti sottratti alla foresta pluviale tropicale ad intervalli di pochi anni, al termine dei quale gli appezzamenti venivano restituiti alla foresta e spostati in altre aree. Questa tradizionale pratica, sostenibile sotto l'aspetto ecologico in condizioni di bassa densità di popolazione, permetteva di ridurre l'impatto del debbio sulla produttività dell'ecosistema fornendo, nel contempo, terreni costantemente fertili per l'esercizio dell'agricoltura.

## Il debbio in Italia
Nell'Italia settentrionale si praticava, in passato, soprattutto su terreni investiti a prato costruendo cumuli di 80 cm, formati utilizzando lo stesso strato superficiale del terreno, all'interno dei quali si accendeva il fuoco; in altri contesti si praticava incendiando le stoppie o l'erba secca. Con scopi differenti si praticava in alcune regioni dell'Italia meridionale e insulare nei terreni investiti a pascolo, incendiando le stoppie nel periodo estivo. Ancora oggi è applicato in varie regioni, spesso in contravvenzione con i regolamenti normativi, per l'eliminazione delle stoppie di cereali dopo la mietitura, dei residui di potatura nei frutteti nei vigneti e negli oliveti e degli scarti non commerciali degli arboreti da legno.